# OneCoin
OneCoin este o schemă Ponzi  comercializată ca valută electronică, auto-declarată criptomonedă, cu o bază de date privată ce nu permite tranzacționare liberă. Promovată de Onecoin Ltd, o companie cu sediul în Gibraltar, țară considerată paradis fiscal. Compania este condusă de Ruja Ignatova din Bulgaria. OneCoin a fost descrisă de The Times drept „una dintre cele mai mari escrocherii din istorie.” Operează prin firmele offshore OneCoin Ltd (înregistrată în Dubai) și OneLife Network Ltd (înregistrată în Belize).
Procurorii din SUA au susținut că escrocheria a atras circa patru miliarde de dolari americani la nivel mondial.  În China, autoritățile au recuperat 1,7 miliarde de yuani (267,5 milioane USD) de-a lungul urmăririi penale a 98 de persoane. Ruja Ignatova a dispărut în 2017 aproximativ la vremea emiterii unui mandat secret de arestare în SUA, fiind înlocuită de fratele ei, Konstantin Ignatov. Cei mai mulți din liderii operațiunii au dispărut sau au fost arestați. Sebastian Karl Greenwood a fost arestat în 2018, iar Ignatov a fost arestat în martie 2019. În noiembrie 2019 Ignatov a pledat vinovat pentru spălare de bani și fraudă. Pedeapsa maximă totală pentru infracțiunile sale este de 90 ani de pușcărie.
Autoritățile din mai multe țări au avertizat asupra riscurilor afacerilor de tip OneCoin și au demarat urmărirea penală a persoanelor legate de OneCoin, inclusiv Ruja Ignatova, șefa firmei și fratele ei Konstantin Ignatov.

## Detalii

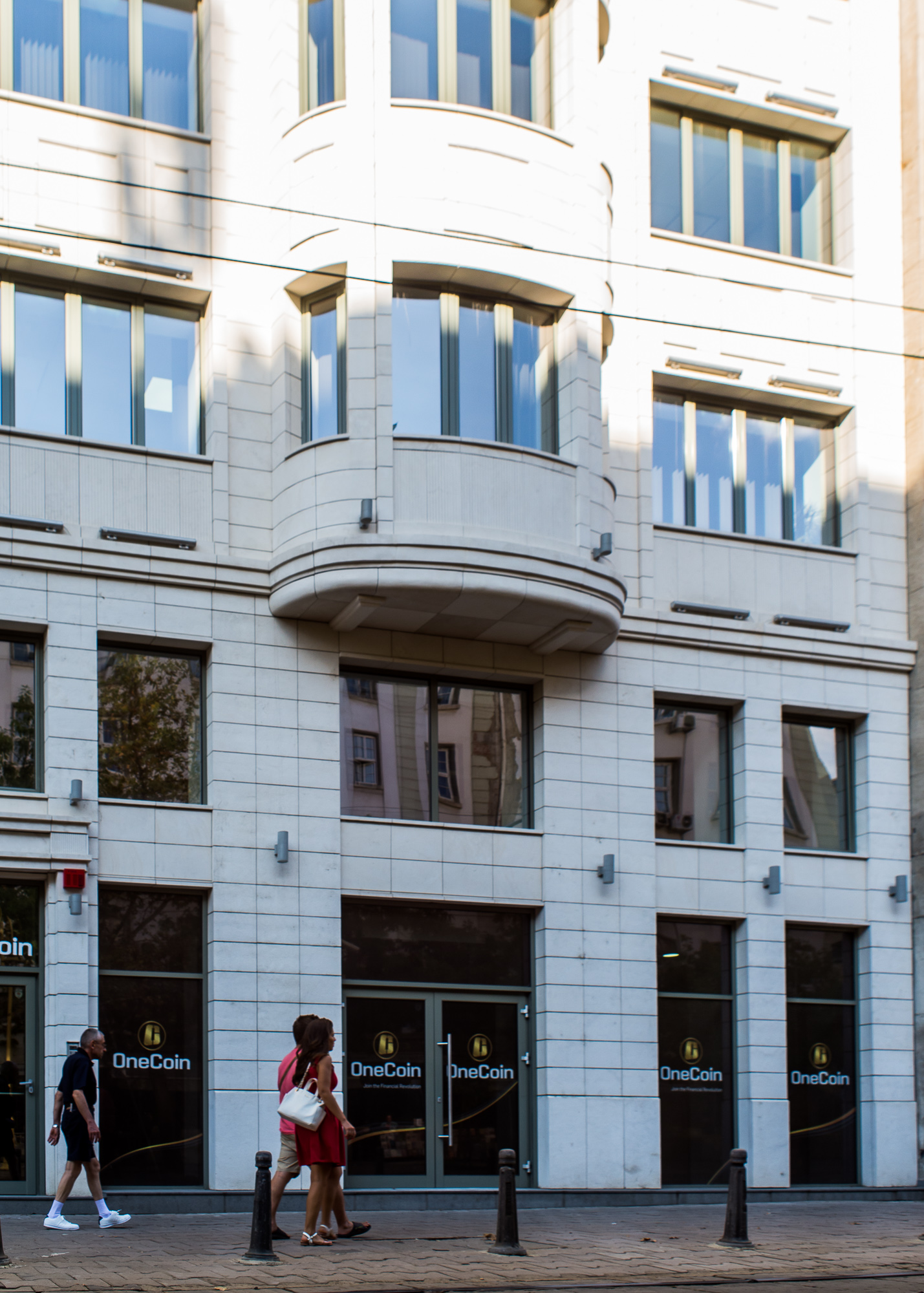
Biroul OneCoin din Sofia, Bulgaria, în 2016

Ziarul Britanic "Mirror" a scris despre OneCoin / OneLife că este o schemă piramidală de îmbogățire rapidă și în același timp un cult (adică sectă) din cauza cunoștințelor tehnice limitate a participanților și credința oarbă într-un câștig rapid și fără efort promovat de reprezentanții acestei afaceri, mulți din ei urmăriți penal (ex: Sorin Ovidiu Vântu). Ziarul "Mirror" a explicat și de ce OneCoin nu are nici o valoare reală. Bitcoin.com a adus dovezi incontestabile împotriva Onecoin și a demonstrat că este o schemă Ponzi foarte scumpă și de risc maxim.
Atât compania Onecoin / Onelife cât și întreaga rețea este pe lista de monitorizare a autorităților din mai multe țări precum Bulgaria, Finlanda, Suedia, Norvegia și Letonia.  
În prezent autoritățile încearcă punerea sub urmărire penală a acestei scheme piramidale, Onecoin, și a celor implicați, fiind acuzați de activitate criminală și spălare de bani, și atrage atenția asupra riscurilor la care se expun cei ce investesc în această companie.
La 30 septembrie 2015, Comisia de Supervizare Financiară Bulgaria (FSC) a publicat un avertisment cu privire la riscurile investiției în scheme piramidale pe bază de valută electronică și a dat ca exemplu Onecoin / Onelife. După avertisment, Onecoin a încetat complet activitatea în Bulgaria și a început să folosească bănci din alte țări pentru transferul de bani de la participanți..
în martie 2016, Asociația de Vânzare Directă a Norvegiei a publicat un avertisment împotriva Onecoin în care o numește o schemă piramidală/Ponzi. 

## Acuzații de schemă piramidală/Ponzi

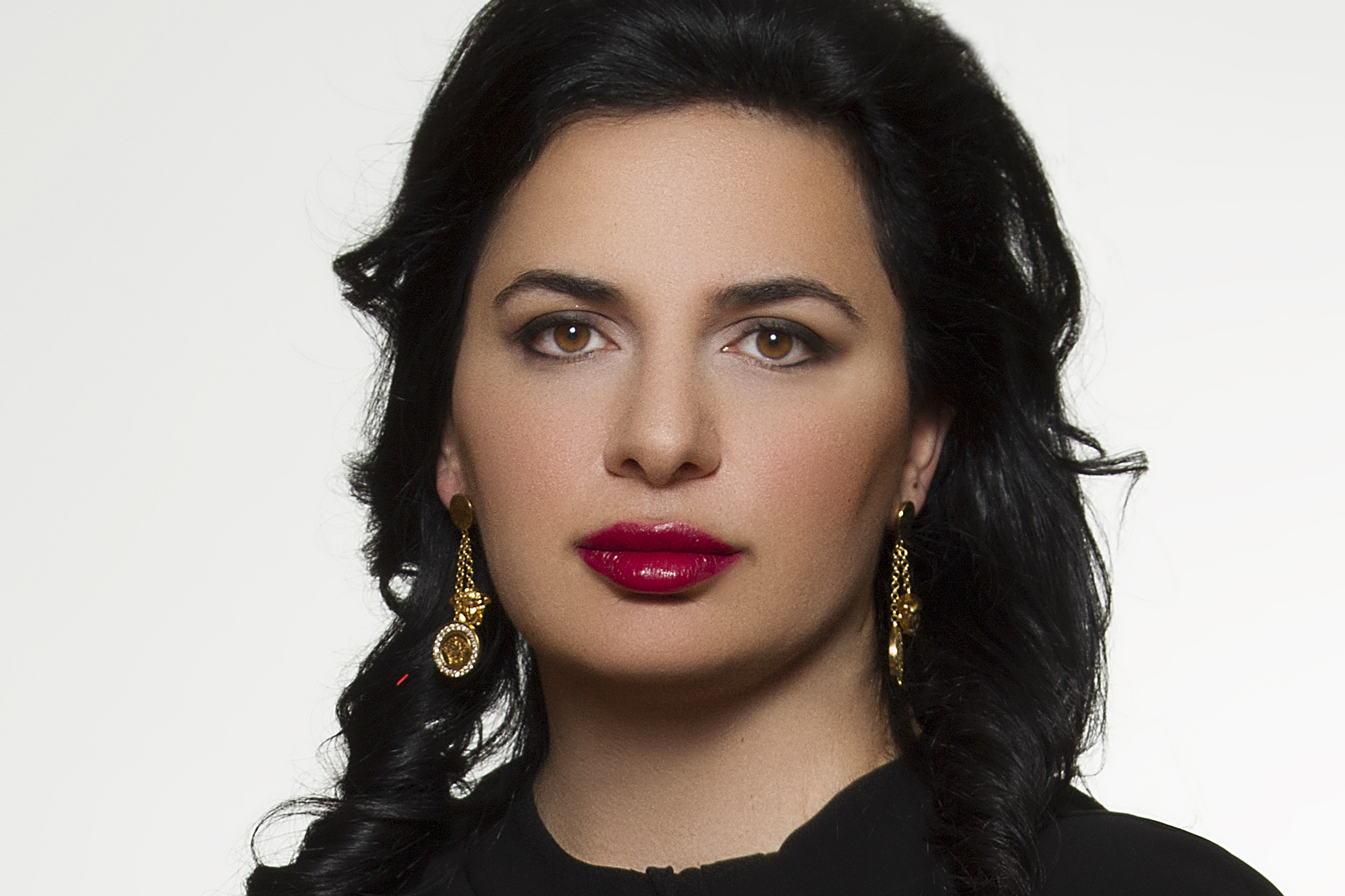
Ruja Ignatova, CEO al OneCoin

Onecoin a fost clasificată ca fiind o schemă Ponzi datorită modului în care a fost implementat și gestionat sistemul dar și a persoanelor implicate în distribuirea ei, mulți dintre ei fiind implicați și cercetați pentru alte scheme piramidale precum Onecoin. În China mai mulți membri și investitori au fost arestați în 2016 și au fost confiscate peste 30 milioane de dolari americani precum și bunuri folosite în cadrul rețelei de distribuție.
Pe 27 aprilie 2017, Autoritatea Federală de Supraveghere Financiară (BaFin) din RFG a emis ordine de întrerupere și încetare către Onecoin Ltd, Dubai și către OneLife Network Ltd, Belize. BaFin a conchis că tranzacționarea de OneCoins era tranzacționare frauduloasă de „fonduri proprii”.
Pe data de 10 august 2017, în Italia AGCM, a amendat companiile afiliate cu OneCoin cu o sumă de peste 2,7 milioane de euro, și a clasificat activitatea drept o schemă piramidală.
Pe 17 și 18 ianuarie 2018, Poliția bulgară a percheziționat birourile OneCoin din Sofia la cererea procuraturii din Bielefeld, Germania. Poliția germană și Europolul au luat parte la percheziție și investigații. De asemenea, 14 alte companii legate de  OneCoin au fost investigate și au fost anchetați 50 de martori. Serverele OneCoin și alte materiale doveditoare au fost confiscate.
Pe 21 noiembrie 2019 Tribunalul Federal din New York l-a găsit pe avocatul Mark S. Scott vinovat de spălare de bani și fraudă bancară pentru rolul avut în trimiterea a 400 milioane de dolari în afara SUA.
Pe 24 noiembrie 2019 BBC a publicat o investigație detaliată a OneCoin și a fondatoarei ei Ignatova intitulată Cryptoqueen: How this woman scammed the world, then vanished (Regina cripto: Cum această femeie a înșelat lumea iar pe urmă a dispărut). Reporterii consideră că Ignatova locuiește în Frankfurt sub identitate falsă.
Escrocheria OneCoin a atras mai multe miliarde de dolari. Fratele fondatoarei a pledat vinovat în SUA, oferindu-se să depună mărturie în schimbul protecției ca martor.
Compania OneCoin, Ruja Ignatova și Gilbert Armenta vor fi judecați în lipsă în cadrul unui proces din SUA.
Kate Winslet o joacă pe Ignatova în filmul Fake!
Mark S. Scott s-a oferit să-și vândă casa din Cape Cod; procurorii federali au fost de acord. Ignatova a fost numită drept sponsor al activităților teroriste. Ministerul de Interne al Kuweitului a transmis autorităților saudite că ea este sponsor al activităților teroriste, iar saudiții i-au crezut.
În mai 2022 Igatova apare pe lista Europe's Most Wanted (cei mai căutați infractori din UE). Pe 30 iunie Biroul Federal de Investigații a adăugat-o pe Ignatova pe lista FBI zece cei mai căutați fugari, oferind o recompensă de până la 100 000 USD pentru informațiile care conduc la arestarea ei.
În martie 2023, fostul director juridic și de conformitate al OneCoin, Irina Dilkinska, a fost prinsă și extrădată din Bulgaria în Statele Unite.
Frank Schneider, fost ofițer de spionaj din Luxembourg și consilier al Ignatovei, a dispărut. Jurnaliștii speculează că Ignatova a fost ucisă.
În 2022 Greenwood a pledat vinovat și a fost condamnat în septembrie 2023 la 20 ani de pușcărie, cu scăderea a cinci ani deja petrecuți în arest.
În 2024 Procurorul General al Bulgariei a declanșat procedurile pentru confiscarea tuturor proprietăților Ignatovei din Bulgaria. Autoritățile din SUA au pus o recompensă de cinci milioane de dolari pe capul Ignatovei.
Tot în 2024 Dilkinska și-a mărturisit vina și a fost condamnată la patru ani de închisoare.
În urma prăbușirii schemei OneCoin, a apărut o companie redenumită One Ecosystem, prezentându-se ca o companie educațională separată, în ciuda menținerii legăturilor cu comunitatea și moneda originală.